# 小行星1585
小行星1585（1585 Union）是一颗围绕太阳公转的小行星。1947年9月7日，歐內斯特·倫納德·詹森在约翰内斯堡发现了此天体。
該小行星以位於南非的聯合天文台命名。
这颗小行星的绝对星等为264.8112097132684等。